# Anu Bradford

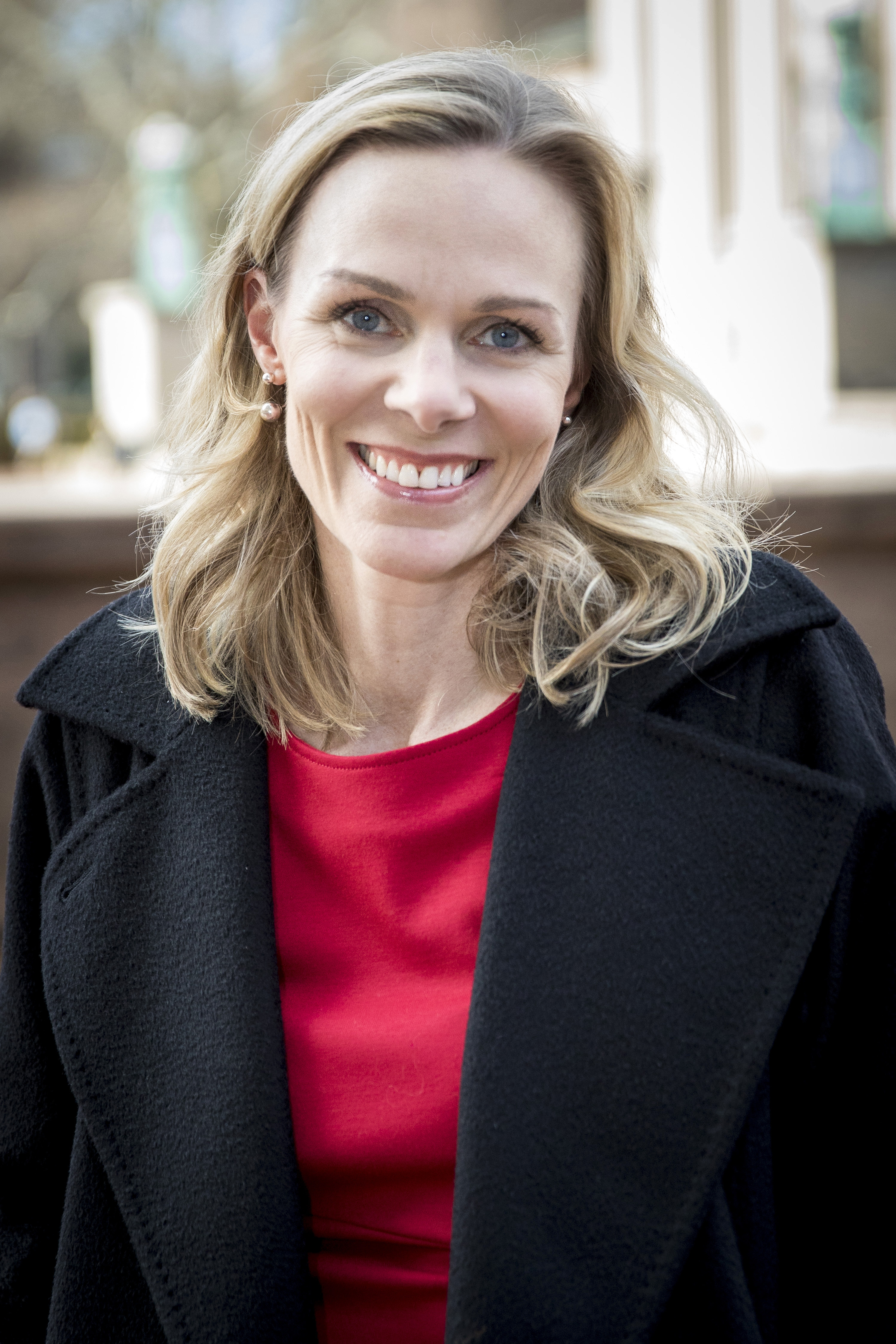
Anu Bradford (2018)

Anu Bradford (* 1975 in Tampere als Anu Piilola) ist eine finnisch-US-amerikanische Rechtswissenschaftlerin. Sie ist seit 2012 Professorin für Recht und Internationale Organisation an der Columbia Law School und Direktorin des dortigen European Legal Studies Center. Sie gilt als eine führende Expertin auf dem Gebiet des internationalen Handelsrechts und des weltweiten Einflusses von Regulierungsmaßnahmen der Europäischen Union („Brüssel-Effekt“).

## Werdegang
Bradford studierte Rechtswissenschaft an der Universität Helsinki, an der sie 2000 zunächst mit einem Master of Laws abschloss. Bis 2001 erwarb sie dort anschließend auch ein Lizenziat in Rechtswissenschaft. Daneben arbeitete sie ab 1997 ein Jahr lang als Mitarbeiterin eines Mitglieds des finnischen Parlaments. Anfang 2000 arbeitete sie zunächst ein halbes Jahr als Mitarbeiterin für ein Mitglied des Europäischen Parlaments in Brüssel, ehe sie in der zweiten Jahreshälfte für die Parlamentsfraktion der Nationalen Sammlungspartei in Helsinki als Beraterin für Wirtschaftspolitik tätig war. Über ein Fulbright-Stipendium setzte sie  anschließend ihr Studium an der Harvard Law School in den Vereinigten Staaten fort, an der sie bis 2002 zunächst einen weiteren Master of Laws erwarb und später ein Promotionsstudium aufnahm. Von 2002 bis 2004 arbeitete sie zwei Jahre als Anwältin für die Großkanzlei Cleary Gottlieb Steen & Hamilton in Brüssel. Danach war sie ab 2005 als Lehrbeauftragte für Völkerrecht und für EU-Wettbewerbsrecht am Harvard College, der Brandeis University und an der Universität Helsinki tätig. 2007 wurde sie in Harvard zur Doktorin der Rechtswissenschaften promoviert.
An der University of Chicago Law School erhielt Bradford 2008 eine Stelle als Assistant Professor. 2011 verbrachte sie zunächst ein halbes Jahr als Gastwissenschaftlerin an der Columbia Law School und wurde dort schließlich im Juli 2012 auf eine volle Professur für Rechtswissenschaft berufen. 2014 erhielt sie an der Columbia Law School den Lehrstuhl als Henry L. Moses Professor of Law and International Organization und wurde Direktorin des Forschungszentrums für Europarecht, des European Legal Studies Center. Innerhalb der Columbia University ist sie seit 2016 zudem auch mit der Columbia Business School affiliiert. Seit 2018 hält sie darüber hinaus auch eine Position als Dozentin für transnationales Europarecht an der Universität Helsinki.
Seit 2020 ist sie Mitglied des European Council on Foreign Relations und mit dem Think Tank Carnegie Endowment for International Peace affiliiert.
Bradford hält neben der finnischen auch eine US-amerikanische Staatsbürgerschaft und ist mit dem Ökonomen und Nachhaltigkeitsforscher Travis Bradford verheiratet, mit dem sie drei Kinder hat. Am finnischen Nationalfeiertag 2024 wurde sie mit dem finnischen Orden der Weißen Rose in der Stufe des Ritters I. Klasse ausgezeichnet.

## Werk und Rezeption
In ihrer Forschung beschäftigt sich Bradford mit dem Recht der Europäischen Union, internationalem Handelsrecht und Kartellrecht sowie aus sozialwissenschaftlicher Perspektive mit Internationaler Politischer Ökonomie. Einen Schwerpunkt ihrer Arbeit stellt dabei insbesondere die Regulierung der digitalen Wirtschaft dar. In einem 2012 erschienenen Aufsatz prägte sie erstmals den Begriff des Brüssel-Effekts für die Fähigkeit der Europäischen Union zur Regulierung globaler Märkte basierend auf der faktischen Übernahme ihrer Vorschriften durch Unternehmen für deren Handeln auch in anderen Staaten außerhalb ihres territorialen Geltungsbereichs.
Nach diesem Effekt benannte sie auch ihr 2020 bei Oxford University Press veröffentlichtes Buch The Brussels Effect: How the European Union Rules the World, in dem sie den Einfluss der Europäischen Union auf die weltweite Regulierung der Wirtschaft untersucht und das weit rezipiert wurde. Die Zeitschrift Foreign Affairs listete es als eines der besten Bücher des Jahres 2020 und zwei Jahre später 2022 als ein „Buch für das Jahrhundert“. Übersetzungen erschienen in italienischer, japanischer, standardchinesischer und koreanischer Sprache. Laut der Datenbank Google Scholar verwiesen seither über 2.400 andere wissenschaftliche Arbeiten auf das Buch.
In ihrem 2023 erschienenen Buch Digital Empires: The Global Battle to Regulate Technology vergleicht sie die Modelle zur Regulierung der digitalen Wirtschaft in der Europäischen Union, den Vereinigten Staaten und in China sowie deren wirtschaftlichen, gesellschaftlichen und politischen Folgen. Neben den daraus entstehenden Konflikten auf internationaler Ebene beschreibt sie darin auch das vertikale Spannungsverhältnis zwischen Technologiefirmen und Regierung innerhalb eines Landes sowie die mögliche Bedrohung demokratischer Prozesse durch eine uneingeschränkte Technologiebranche. Für das Werk wurde sie 2024 mit dem Stein-Rokkan-Preis ausgezeichnet, der gemeinsam vom Internationalen Wissenschaftsrat, dem European Consortium for Political Research und der Universität Bergen vergeben wird. Die Financial Times listete es als eines der besten Bücher des Jahres 2023. Das Buch erschien in der Folge auch in spanischer Übersetzung.

## Auszeichnungen
- Stein-Rokkan-Preis: 2024
- Finnischer Orden der Weißen Rose (Ritter I. Klasse): 2024
- Young Global Leader des Weltwirtschaftsforums: 2010–2016